# Kostel svaté Barbory (Hrob)
Kostel svaté Barbory v Hrobu je původně raně gotická sakrální stavba v někdejším hornickém městečku. Svatá Barbora z Nikomédie je patronkou horníků. Kostel stojí na náměstí, kde se nachází řada barokních sochařských artefaktů. Kostel je chráněn od roku 1958 jako kulturní památka České republiky.

## Historie
Město Hrob bylo původně hornickou osadou, která byla v majetku tepelského kláštera a od roku 1282 se stala majetkem kláštera oseckého. V tomto roce byl také založen kostel, který je původně raně gotický. Za husitských válek byl zřejmě poškozen a následně obnoven. V roce 1447 byl Hrob povýšen na královské horní město. V letech 1595–1602 byl renesančně přestavěn a v roce 1602 po přestavbě znovu vysvěcen. Kostel byl zřejmě při této přestavbě prodloužen k západu. Přestavbu inicioval pražský arcibiskup Zbyněk Berka z Dubé, měla umožnit upevnění katolické víry v tehdy téměř zcela luteránském městě (v Hrobu prý tehdy zbyly jen čtyři katolické rodiny). V roce 1617 město Hrob vstoupilo do dějin, když pražský arcibiskup Jan Lohelius nechal zbourat zdejší evangelický kostel a tato událost se stala jedním z podnětů povstání českých stavů proti Habsburkům. Kostel během třicetileté války vypálili roku 1632 ustupující Sasové. Následně byl kostel obnoven roku 1637. V 19. století byl pseudogoticky upraven.
Duchovní správci kostela jsou uvedeni na stránce: Římskokatolická farnost Hrob.

## Architektura

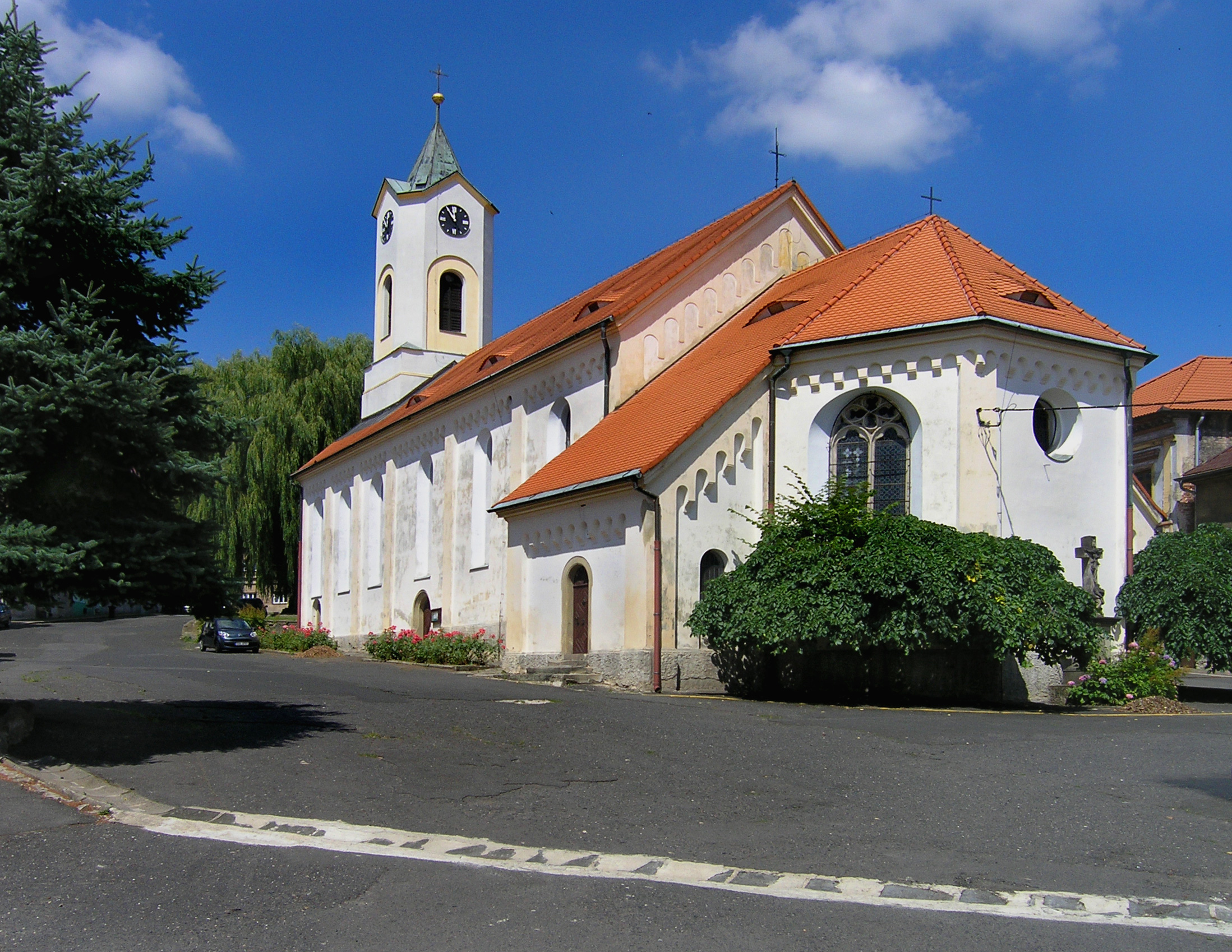
Závěr kostela sv. Barbory v Hrobu

Kostel je jednolodní s trojboce zakončeným presbytářem, s obdélnou sakristií na severní straně, s přístavkem na jižní straně a s hranolovou věží nad západním průčelím. Západní průčelí je upraveno pseudogoticky. Na jižní straně lodi je původní pozdně gotický portál. Nachází se zde hrotitá okna s plaménkovými kružbami. Presbytář má síťovou klenbu s maltovými žebry. Triumfální oblouk je půlkruhový s římsou. Loď má v klenbě pět nestejně širokých polí křížové klenby bez žeber. Do dvou západních polí klenby je vestavěna kruchta, která je podklenutá českými plackami.

### Vybavení
Zařízení kostela je převážně pseudogotické, pocházející z doby úpravy kostela. Obraz Krista před Pilátem je z roku 1628. Oltářní obraz je dílem Václava Vavřince Reinera. V sakristii je pozdně gotická křtitelnice.

### Zvony
V průčelí západní věže se nachází zvon z roku 1587 od Wolfa Hilgera a zvon z roku 1874 od Julia Herolda. V minulosti je zde doložen ještě zvon z roku 1640 od Zachariáše Hilgera, který se dnes nachází v klášteře v Oseku, zvon z roku 1792 od Josefa Pitschmanna a blíže neznámý zvon z roku 1760. V západním okně věže se nacházejí dva litinové hodinové cymbály.

## Okolí kostela
Barokní fara pochází z roku 1786, jak uvádí letopočet na portále. Jedná se o jednoduchou obdélnou jednopatrovou stavbu. V Hrobě se nachází řada soch světců: sv. Josef na náměstí je z doby kolem roku 1750. Na soklu sochy se nachází reliéf Zasnoubení (sv. Josefa s Pannou Marií). Socha sv. Jana Křtitele, která je ve výklenku školy, pochází ze 17. století. Jedná se o kopii podle gotického originálu. Socha sv. Prokopa v průčelí domu čp. 11 je z roku 1734. Sousoší sv. Jáchyma, sv. Anny a Panny Marie nacházející se v nice domu čp. 12 pochází z roku 1752. Socha sv. Jana Nepomuckého v nice 1. patra domu čp. 28 je z období kolem poloviny 18. století a její sokl je z roku 1885.